# Décès en décembre 1960
Décès
- 1956
- 1957
- 1958
- 1959
- 1960
- 1961
- 1962
- 1963
- 1964

Pour une information complémentaire, voir la page d'aide.

| Date        | Nom                   | Pays              | Activités                 | Âge | Source |
| ----------- | --------------------- | ----------------- | ------------------------- | --- | ------ |
| 31 décembre | Clarence Decatur Howe | Drapeau du Canada | Homme politique canadien. | 74  |        |